# Paul Chinezu
Paul sau Pavel Chinezu sau Cneazu, Pál Kinizsi sau Paulus de Kenezy (n. 1432 – d. 24 noiembrie 1494) a fost un comandant în armata regelui Ungariei, Matia Corvin, și comite de Timișoara. A luptat împotriva expansiunii Imperiului Otoman, având faima să nu fi pierdut nicio bătălie în care a comandat oștile, cea mai renumită fiind victoria în Bătălia de la Câmpul Pâinii.

## Diferite forme ale numelui sub care este cunoscut
Nu există o formă acceptată în unanimitate pentru numele sub care este cunoscut. Dezső Csánki (hu) afirmă că prima menționare în acte a numelui său este una din 1464. Documentul, scris în limba latină menționează că Egrenius (română Excelența sa) Paulus de Kenezy primește o posesiune în Comitatul Abaúj. Ioan Hațegan traduce prenumele Paulus drept Pavel, conform Bibliei ortodoxe. Forma Kenezy este asociată cu noțiunea de „cneaz” (conducător de oști), „al cneazului”, de unde formele „Pavel Cneazu” sau „Pavel Cneazul”, întâlnite în cultura populară. În limba română arhaică „Kenéz” se pronunța „chinez”, fără legătură cu China. Fiind un conducător de oști, forma „Chinezu(l)” a fost cea reținută.
Tot în limba latină, într-un document din 1510 apare și forma Paulo de Kynys Comiti Themesiensi et Generali Capetaneo partium Regni nostrum inferiorum. Probabil de la această formă provine etimologic numele familiei Kinizsi și a proprietăților sale, care a dus la forma Kinizsi Pál, universal folosită în sursele în limba maghiară.

## Origine

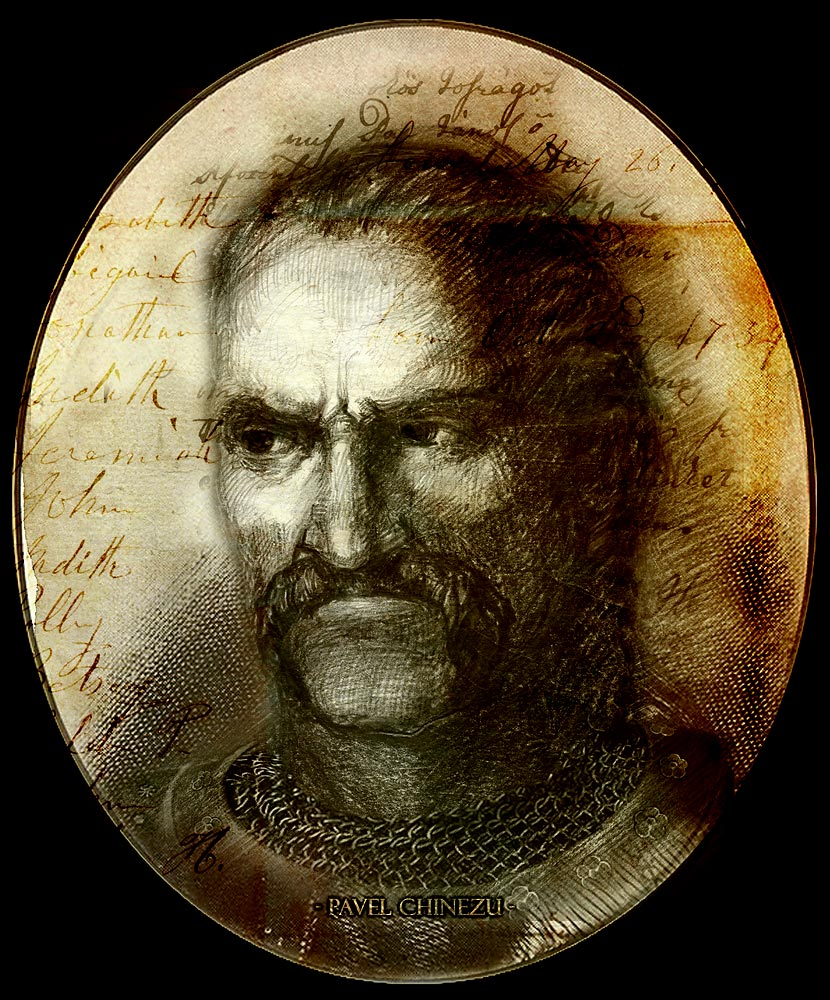
Portretul lui Paul Chinezu, de Aurelian Scorobete Troi

Paul Chinezu s-a născut în anul 1432, în comuna Satchinez, Timiș. Tradiția locală spune că aici se află și o cetate a acestuia, pe locul unde astăzi se mai află o movilă numită „Gomila”, și că nu departe de fosta cetate ar fi existat „moara lui Pavel Chinezul”, în locul care se numește „Cotul Morii”. Liubomir Stepanov⁠(d), în lucrarea sa Срби у Кнезу („Sârbii din Satchinez”, 2001), susține că familia lui Pavel Chinezu era de origine sârbă, din familia Branković. După alte legende, se mai spune că turcii i-au ars casa și i-au jefuit gospodăria. Pavel a copilărit muncind din greu și a devenit extrem de puternic. S-a făcut morar; i-a mers vestea că avea atâta putere, încât ridica piatra de moară cu ușurință. Pentru primele trei decenii ale vieții sale lipsesc mărturiile documentare. În anul 1480 s-a căsătorit cu Benigna, fiica vărului și tovarășului său de arme Blasius Magyar.

## Cariera militară

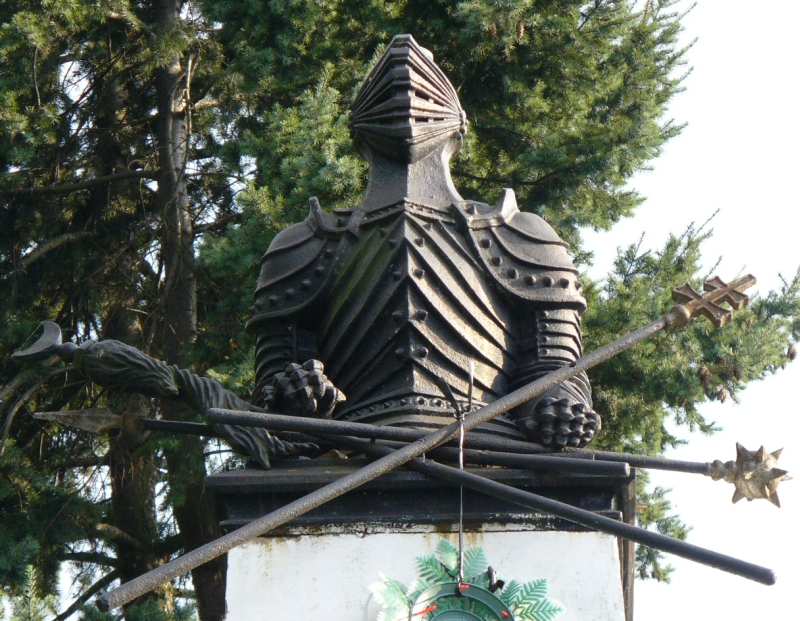
Bustul lui Paul Chinezu în gara Șibot, Alba (1929)

La început simplu oștean în oastea regală, Paul Chinezu a ajuns maestru în mânuirea armelor, tradiția consemnând mai multe fapte de bravură ale acestuia în numeroasele lupte purtate de regele Matia Corvin.
În 1478, Paul Chinezu a fost avansat la rangul de comite de Timiș și căpitan general al armatei regatului Ungariei, atât ca urmare a dorinței acestuia de a lupta împotriva turcilor, cât și pentru a întări sistemul defensiv dunărean, tot mai slăbit în urma atacurilor otomane din ce în ce mai dese. În cei 16 ani în care a ocupat această funcție, s-a consolidat puternic atât potențialul economic al Banatului, cât și importanța militară a regiunii.
Un eveniment celebru și glorios în cariera sa este Bătălia de la Câmpul Pâinii din anul 1479, de lângă Orăștie, unde Paul Chinezu, aflat în fruntea trupelor bănățene, a purtat una din cele mai răsunătoare victorii împotriva otomanilor, turcii fiind masacrați cu bestialitate.
O armată turcească intră în Transilvania pe 9 octombrie, pe lângă Câlnic, condusă de beii Ali Hogea și Alexandru Mihailović (Ali și Skander Mihaloglu după alte surse). Numărul soldaților din forțele otomane era de peste 30.000. Armata turcească era însoțită de un corp de infanterie din Țara Românească, numărând 1–2.000 de infanteriști conduși de Basarab cel Tânăr Țepeluș. La 13 octombrie Ali Hogea își așază tabăra pe Câmpul Pâinii, undeva între Șibot și Orăștie. Armata maghiară era condusă de István Báthory, Paul Chinezu, despotul sârb Đurađ Branković, și Basarab Laiotă cel Bătrân, fiind estimată la 15.000 de soldați. Lupta principală a avut loc între Șibot și Orăștie și a fost de o violență rară. Bătălia, ce urmărea să îngenuncheze Banatul și Transilvania pentru totdeauna s-a încheiat catastrofal pentru invadatori, peste 25.000 de turci au murit împreună cu peste o mie de soldați munteni. Cei câțiva turci care au reușit să fugă s-au refugiat în munți unde au fost omorâți de populația locală. Înfrângerea zdrobitoare este menționată în cronicile turcești ale vremii.
Legenda spune că, după luptă, s-a încins între soldații creștini un ospăț de o săptămână, la care Paul a jucat bătuta, ținând la fiecare subțioară câte un turc, iar pe al treilea în dinți. 
În amintirea victoriei împotriva turcilor, Ștefan Báthory a ridicat o capelă lângă satul Binținți. 
În 1482 papa Sixt al IV-lea i-a recunoscut meritele pentru ctitorirea bisericii din localitatea Nagyvázsony, Ungaria, pe care o primise ca donație încă din 1472, acordându-i iertarea tuturor păcatelor. Tot aici a ridicat și un castel, localitatea devenind una din reședințele sale preferate, alături de Timișoara.
A câștigat toate bătăliile împotriva turcilor. În urma unor incursiuni ulterioare ale turcilor din ultimii ani ai vieții sale, sunt cunoscute torturile inumane la care prizonierii musulmani au fost supuși în pivnițele Castelului Huniade din Timișoara, care au stârnit groaza în rândul turcilor. Pavel Chinezul a luptat însă alături de Vlad Țepeș împotriva turcilor în Bosnia, în timpul celei de a treia domnii a prințului valah în Țara Românească, în timpul campaniei din 1475-1476. 

Pavel Chinezu a ridicat o biserică în localitatea maghiară Nagyvaszony. Iar drept mulțumire pentru vitejia sa și pentru generozitatea cu care a înzestrat biserica, Pavel Chinezu a primit o scrisoare personală de mulțumire de la Papa Sixt al IV-lea. Practic, și în Transilvania, ca și în Moldova lui Ștefan cel Mare, marile victorii erau marcate prin ctitorirea unor lăcașuri de cult. Pavel Chinezu a murit în Serbia, în anul 1494, după bătălia de la Smeredevo. El a fost înmormântat pe teritoriul Ungariei de azi. Pavel Chinezu este considerat drept o figură eroică, legendară, atât în România, cât și în Ungaria și în Serbia. Dincolo de controversele legate de originea sa etnică, el a rămas în istorie drept un apărător al Creștinătății amenințate de înaintarea Islamului.

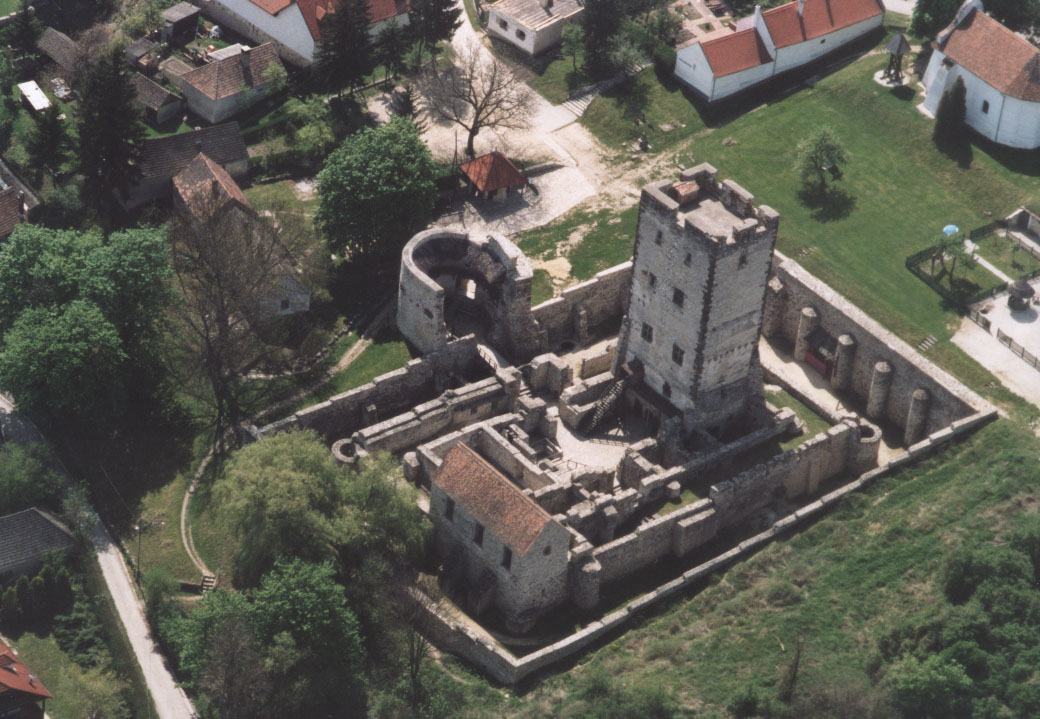
Nagyvázsony - Castelul lui Paul Chinezul

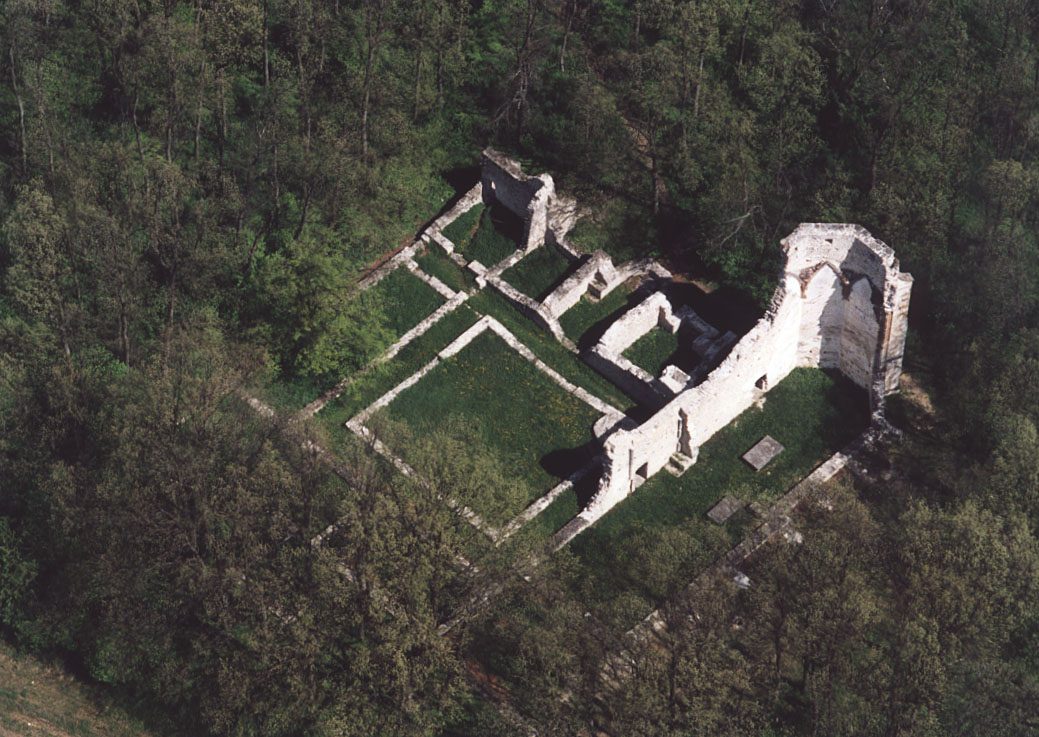
Nagyvázsony - Mănăstirea Paulită

S-a stins din viață în anul 1494 la 24 noiembrie, în timpul unei campanii pe râul Sava, când a fost nevoit să se oprească la castelul Sf. Clement, în urma rănilor suferite în timpul asediului cetății Semendria, în Serbia de azi. Corpul neînsuflețit a fost transportat la posesiunea sa de la Nagyvázsony și înmormântat în mănăstirea pe care a ctitorit-o. În anul 1708 mormântul i-a fost profanat, sustrăgându-i-se armura, coiful și paloșul, obiecte ce aveau să reapară mai târziu, ele fiind adăpostite în prezent la Muzeul Național al Ungariei.

## Monumente dedicate lui Paul Chinezu
- Statuia lui Paul Chineazu apare în ansamblul monumental închinat lui Matia Corvin, de la Cluj-Napoca.

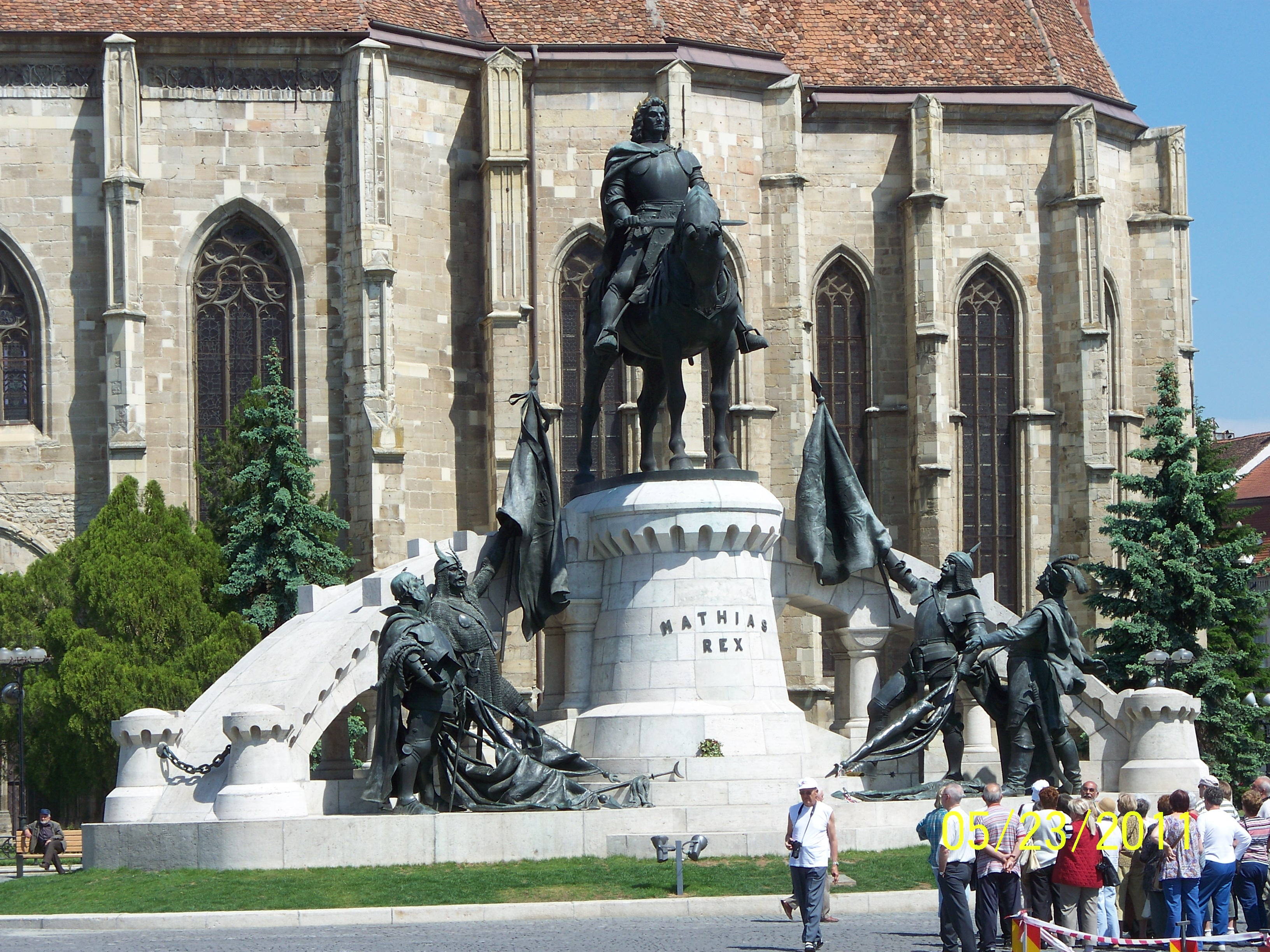
Ansamblul monumental Matia Corvin de la Cluj-Napoca 1
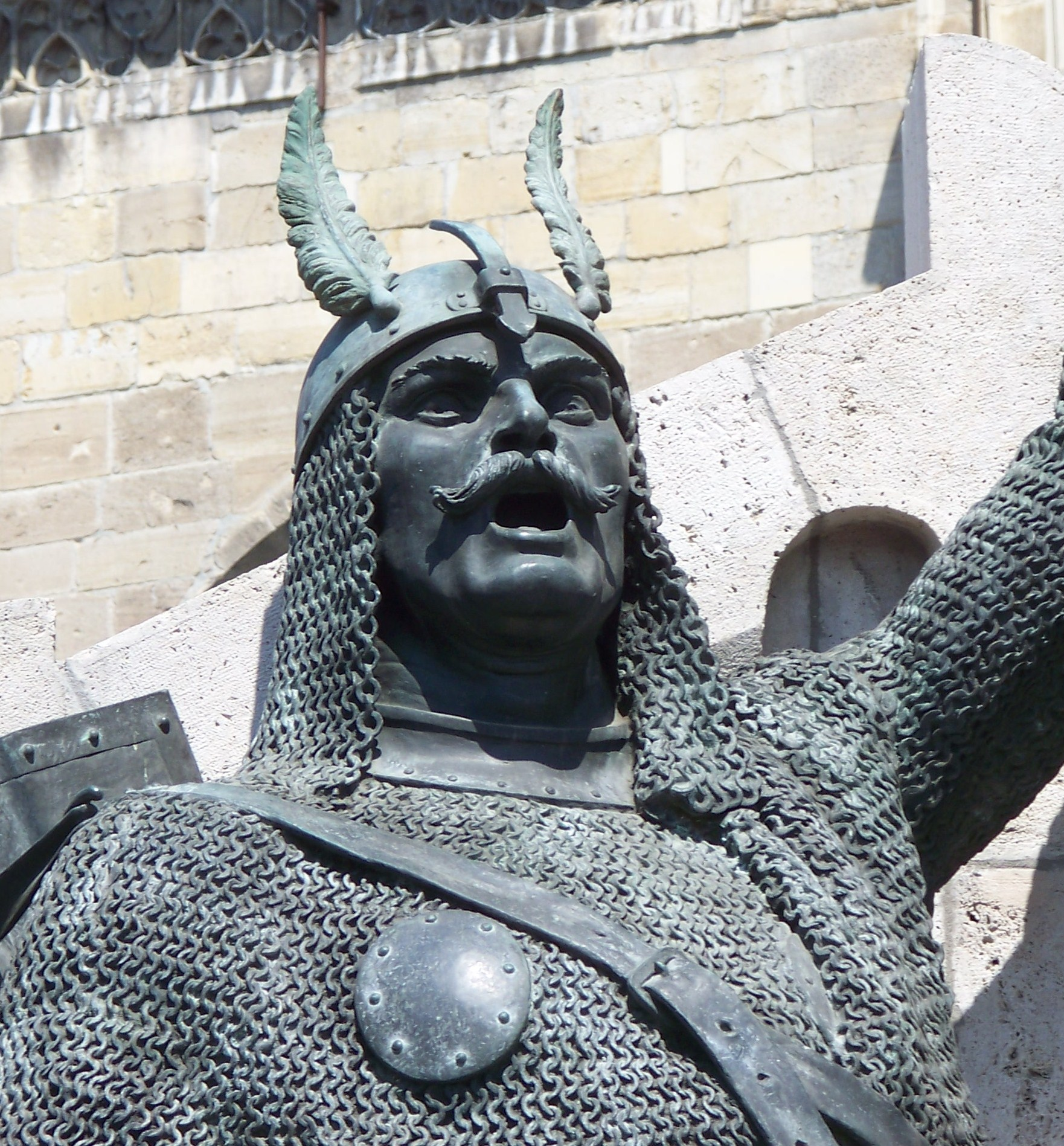
Detaliu cu statuia lui Paul Chinezu de pe ansamblul monumental Matia Corvin

Statuia ecvestră a lui Matia și grupul statuar sunt din bronz și au fost realizate de János Fadrusz. Descoperirea festivă a ansamblului Monumental Matia Corvin din Cluj a avut loc în 12 octombrie 1902. Soclul grupului statuar reproduce un bastion al cetății pe zidul căruia se află statuia ecvestră a regelui Matei Corvin. Acesta primește omagiul celor mai importanți patru dregători ai săi. În partea stângă — stând față în față cu statuia — prima se ridică silueta căruntă a lui Blaj Maghiaru (Magyar Balázs), călit în lupte, comandantul de oști îndrăgit de rege. Următorul este înfățișat vărul său Paul Chinezu (Kinizsi Pál) comandantul învingător al turcilor, comite de Timiș. În partea dreaptă, este Ștefan Zápolya (Zápolya altfel Szapolyai István), nadorul (al doilea om în stat) al Ungariei, bunicul viitorului rege al Ungariei, Szapolyai (Zápolyai) János. Și, în fine, Ștefan Báthory (Báthory István) voievod ardelean, personaj despre care se spune că este un autoportret al sculptorului.
- Monumentul din comuna Șibot, unde se află Câmpul Pâinii (aici a avut loc o bătălie în 1479 în care transilvănenii i-au bătut pe turci; Ștefan V Báthory a construit aici o capelă.
- Statuia ecvestră din fața cetății Nagyvázsony

## Paul Chinezu în cultura contemporană
În 1910, este înființată echipa de fotbal Chinezul Timișoara, a cărei denumire este inspirată de personalitatea lui Paul Chinezu.
În 1974 formația Phoenix din Timișoara înregistrează discul Mugur de fluier care conține și o piesă ce-l are ca personaj principal pe Pavel Cneazul.
De dată mai recentă, trebuie amintită și trupa Noi din Banat (www.noidinbanat.ro), tot din Timișoara, care pe albumul său "Tempo Poli" a dedicat o piesă personalității lui Pavel Cneazul.